# Departamento Santa Cruz
Das Departamento Santa Cruz liegt im Osten Boliviens. Es hat eine Fläche von 370.621 km² und (nach der Volkszählung 2024) 3.155.386 Einwohner. Die Hauptstadt ist Santa Cruz de la Sierra.
Santa Cruz ist die wirtschaftlich stärkste Region Boliviens, sie verfügt über bedeutende landwirtschaftlichen und industrielle Produktion.

## Geographie
Das Departamento Santa Cruz erstreckt sich von der Cordillera Oriental am Ostrand der Anden ins flache Tiefland des Amazonasbeckens und des Gran Chaco. Santa Cruz grenzt im Osten an Brasilien und im Südosten an Paraguay. Innerhalb Boliviens grenzt Santa Cruz an das Departamento Beni im Norden, das Departamento Cochabamba im Westen und das Departamento Chuquisaca im Südwesten.
Das Klima ist tropisch mit einer Regenzeit im Sommer. Durch kalte Südwinde mit polarem Ursprung (Surazos) kann es insbesondere im Winter zu kurzzeitigen Kälteeinbrüchen kommen. Die Vegetation im Flachland reicht vom tropischem Regenwald im feuchten Norden des Departamentos über Feuchtwälder und Feuchtsavannen bis zu Trockenwäldern im trockenen Gran Chaco.

## Geschichte

### Denguefieberausbruch 2023
Im Jahr 2023 brach in Bolivien Denguefieber aus. Das Departamento Santa Cruz war am stärksten betroffen. Von Anfang Januar 2023 bis Mitte Februar 2023 erkrankten tausende Menschen und es starben mehr als 25. Die Nachrichtenagentur ABI berichtete unter Berufung auf die staatlichen Gesundheitsbehörden, dass die Krankenhäuser im Department an die Grenzen ihrer Leistungsfähigkeit gerieten. Kinder waren besonders betroffen, in Santa Cruz de la Sierra waren mehr als die Hälfte der Infizierten in den Kliniken Minderjährige.

## Bevölkerung
Die Einwohnerzahl des Departamento Santa Cruz ist von 1950 bis 2024 auf mehr als das Zwölffache angestiegen:
| Jahr | Einwohner | Quelle       |
| ---- | --------- | ------------ |
| 1950 | 244.658   | Volkszählung |
| 1976 | 710.724   | Volkszählung |
| 1992 | 1.364.389 | Volkszählung |
| 2001 | 2.029.471 | Volkszählung |
| 2012 | 2.655.084 | Volkszählung |
| 2024 | 3.115.386 | Volkszählung |

Bei der Volkszählung 2001 bezeichneten sich im Departamento Santa Cruz von den über 15-jährigen 16,95 % der Bevölkerung als Quechua, weitere 20,49 % nannten eine andere indigene Ethnie (darunter Aymara, Guaraní, Chiquitano und Mojeño). 62,56 % zählten sich zu keiner indigenen Ethnie. Laut Volkszählung 2012 ist für 88,9 % der Bevölkerung Spanisch die primäre Sprache, gefolgt von Quechua (7,7 %), Deutsch (2,3 %) und Guaraní (1,7 %).
Eine wichtige Ursache für den raschen Bevölkerungsanstieg seit Mitte des vergangenen Jahrhunderts ist die teilweise staatlich geförderte Umsiedlung von Menschen aus dem kargen Hochland des Altiplano im Westen des Landes in das fruchtbare Tiefland. Im Anschluss an die Agrarreform von 1953 entstanden im Departamento de Santa Cruz so genannte Agrarkolonisationsgebiete, in denen Zuwanderer in Plandörfern, bestehend aus meist 40 Familien pro Dorf, angesiedelt wurden. Die Umsiedlungsprogramme gerieten in den 1960er Jahren aufgrund der hohen Kosten, die sie verursachten, ihres begrenzten Erfolges (Projektziele: Importsubstituierung von Agrargütern im Tiefland, Stärkung der nationalen Einheit, demographische Entlastung des Hochlandes u. a.) und der umstrittenen Arbeit der Kolonisationsbehörden (INC/INRA) bei der Vergabe von Flächen und Landtiteln in die Kritik. Dagegen stehen positive Ansätze eines interkulturellen Zusammenlebens von Hoch- und Tieflandbevölkerung (Beispiel San Julián, vgl. Literaturhinweise).
Wie in den Kolonisationsgebieten (San Julián, Yapacaní u. a.) so weist auch in der Hauptstadt Santa Cruz de la Sierra die Bevölkerung aufgrund der starken Zuwanderung eine hohe ethnische Vielfalt auf. Neben Siedlungsgebieten von Tieflandbewohnern oder Zuwanderern aus dem Hochland existieren im Departamento de Santa Cruz auch Kolonien von Plautdietsch-sprachigen Russlandmennoniten, die sich zuerst aus Paraguay kommend seit den 1950er-Jahren angesiedelt haben. Später kamen Russlandmennoniten aus Mexiko, Kanada und Belize dazu. im Jahre 2016 lebten etwa 70.000 Russlandmennoniten im Departamento Santa Cruz. Südlich der Hauptstadt liegt die auch von Untersuchungshäftlingen bewohnte Gefangenensiedlung Palmasola, in der es 2001 zu Unruhen kam.

## Provinzen
Das Departamento Santa Cruz ist in 15 Provinzen unterteilt:
| Index | Provinz                        | Einwohner 1992 | Einwohner 2001 | Einwohner 2012 | Einwohner 2024 | Provinz-Hauptstadt      |
| ----- | ------------------------------ | -------------- | -------------- | -------------- | -------------- | ----------------------- |
| 07-01 | Provinz Andrés Ibáñez          | 784.678        | 1.256.801      | 1.654.311      | 1.939.159      | Santa Cruz de la Sierra |
| 07-02 | Provinz Ignacio Warnes         | 38.285         | 56.979         | 108.888        | 161.311        | Warnes                  |
| 07-03 | Provinz José Miguel de Velasco | 42.929         | 56.702         | 69.828         | 91.573         | San Ignacio de Velasco  |
| 07-04 | Provinz Ichilo                 | 49.484         | 70.444         | 92.721         | 100.473        | Buena Vista             |
| 07-05 | Provinz Chiquitos              | 42.519         | 60.359         | 82.429         | 114.019        | San José de Chiquitos   |
| 07-06 | Provinz Sara                   | 29.607         | 37.733         | 43.171         | 44.713         | Portachuelo             |
| 07-07 | Provinz Cordillera             | 88.628         | 101.733        | 120.236        | 134.713        | Lagunillas              |
| 07-08 | Provinz Vallegrande            | 26.744         | 27.429         | 26.576         | 26.155         | Vallegrande             |
| 07-09 | Provinz Florida                | 22.750         | 27.447         | 32.842         | 37.291         | Samaipata               |
| 07-10 | Provinz Obispo Santistevan     | 104.660        | 142.786        | 181.198        | 196.101        | Montero                 |
| 07-11 | Provinz Ñuflo de Chávez        | 61.008         | 93.392         | 116.652        | 129.674        | Concepción              |
| 07-12 | Provinz Ángel Sandoval         | 10.695         | 13.073         | 14.470         | 15.336         | San Matías              |
| 07-13 | Provinz Manuel María Caballero | 16.074         | 20.010         | 23.309         | 23.189         | Comarapa                |
| 07-14 | Provinz Germán Busch           | 25.426         | 33.006         | 42.830         | 43.935         | Puerto Suárez           |
| 07-15 | Provinz Guarayos               | 20.902         | 31.577         | 48.301         | 57.744         | Ascención de Guarayos   |

## Größte Städte
Die mit Abstand größte und wichtigste Stadt des Departamentos ist die Hauptstadt Santa Cruz de la Sierra.
| Stadt                   | Volkszählung 2012 | Volkszählung 2001 |
| ----------------------- | ----------------- | ----------------- |
| Santa Cruz de la Sierra | 1.653.001         | 1.116.059         |
| Montero                 | 107.294           | 78.294            |
| Warnes                  | 77.668            | 17.872            |
| La Guardia              | 76.123            | 29.745            |
| Yapacaní                | 30.952            | 14.589            |
| Camiri                  | 28.855            | 26.505            |
| San Ignacio de Velasco  | 23.126            | 19.401            |
| San Julián              | 20.687            | 6.585             |

## Politik

### Autonomie-Referendum
Siehe auch Bolivien/Innenpolitische Spannungen
Am 4. Mai 2008 fand ein Referendum über eine weitgehende Autonomie nach spanischem Vorbild statt. Nach einem Urteil des Nationalen Wahlgerichtshof, welcher das Referendum wegen fehlender rechtlicher Voraussetzungen untersagte, wurde es vom Präsident Boliviens Evo Morales als verfassungswidrig bezeichnet. Befürworter des Referendums bezeichneten dieses allerdings mit der zurzeit gültigen Verfassung Boliviens in Einklang. Die bolivianische Armee warnte vor einer Gefahr für die territoriale Integrität des Landes.  Nach Angaben der Departementsregierung von Santa Cruz antworteten 350.000 Menschen „mit friedlichen Demonstrationen auf die Drohungen der [Zentral-]Regierung gegen die Demokratie.“
Hintergrund für das Referendum und die in weiteren Departamentos stattfindenden Referenden im Juni 2008 sind die inneren Gegensätze in Bolivien. Dabei sind die östlichen Departamentos im Tiefland rohstoffreicher und wohlhabender als die westlichen Departamentos des Hochlandes. Zusätzlich sind die konservativen politischen Kräfte für die Autonomie und die linken politischen Kräfte für den Status quo. Die Autonomiebefürworter der östlichen Departamentos kritisieren die Regierung für den Plan, einen größeren Teil der Einnahmen aus dem Osten im ärmeren Westen auszugeben. Der sozialistische Präsident stützt seine Macht auf die indigenen Bevölkerungsteile, während die spanischstämmige Bevölkerung eher die konservativen Kräfte unterstützt. Die Autonomiebefürworter stehen für eine freie Marktwirtschaft, die sozialistischen Autonomiegegner für eine Wirtschaft mit wesentlicher Staatsbeteiligung.
Die Wahlbeteiligung betrug etwa 61 %. Ersten Ergebnissen zufolge haben sich mehr als 80 % der Wahlteilnehmer für die Autonomie ausgesprochen Bolivianische Quellen sprechen von 84 %. 11,5 % stimmten mit „nein“ und 1,3 % legten leer ein.
Rubén Costas, Präfekt des Departamentos Santa Cruz, begrüßte das Ergebnis als Sieg. Er kündigte an „Bolivien zum dezentralisiertesten Land Lateinamerikas“ zu machen. Präsident Morales hingegen bezeichnete das Referendum wegen der im Vergleich zu früheren Wahlen geringen Wahlbeteiligung als Misserfolg für die Autonomie, erklärte aber, er sei sich darüber bewusst, dass zumindest ein breiter Teil der Bevölkerung Autonomieforderungen stelle.

### Regionalwahlen 2010 und 2021
Gesamtergebnis im Departamento Santa Cruz bei den Regionalwahlen vom 4. April 2010:
| Wahl- berechtigte |  | Wahl- beteiligung | gültige Stimmen |  | VERDES  | MAS-IPSP | TODOS  | FA     | MSM    | FCN   |
| ----------------- |  | ----------------- | --------------- |  | ------- | -------- | ------ | ------ | ------ | ----- |
| 1.225.072         |  | 1.052.426         | 979.123         |  | 515.370 | 374.326  | 43.929 | 25.031 | 11.530 | 8.937 |
|                   |  | 85,9 %            | 93,0 %          |  | 52,6 %  | 38,2 %   | 4,5 %  | 2,6 %  | 1,2 %  | 0,9 % |

Gesamtergebnis im Departamento Santa Cruz bei den Regionalwahlen (elecciones de autoridades políticas) vom 7. März 2021:
| Wahl- berechtigte |  | Wahl- beteiligung | gültige Stimmen |  | CREEMOS | MAS-IPSP | UNIDOS | SOL    | ASIP   | MNR    |
| ----------------- |  | ----------------- | --------------- |  | ------- | -------- | ------ | ------ | ------ | ------ |
| 1.914.621         |  | 1.641.302         | 1.545.658       |  | 860.023 | 589.978  | 50.315 | 20.850 | 17.530 | 6.962  |
|                   |  | 85,72 %           | 94,17 %         |  | 55,64 % | 38,17 %  | 3,26 % | 1,35 % | 1,13 % | 0,45 % |

## Wirtschaft

### Landwirtschaft
Die Region um die Hauptstadt Santa Cruz de la Sierra wird intensiv landwirtschaftlich genutzt, im waldreichen Norden herrscht Forstwirtschaft vor. Land- und Forstwirtschaft sowie die Verarbeitung der land- und forstwirtschaftlichen Produkte sind wirtschaftlicher Schwerpunkt des Departamento Santa Cruz.

### Energie
Die Region besitzt außerdem die zweitgrößten Erdgasvorkommen in Südamerika. In den 1990ern wurden diese privatisiert. Forderungen nach Rücknahme der Privatisierungen führten mit zum Sturz von Boliviens Präsident de Lozada. 2005 unter Präsident Mesa versuchten Oberschicht und Unternehmensverbände, diesen Bestrebungen mit einer Forderung nach Autonomie für die Region zuvorzukommen.

### Tourismus
In Santa Cruz befinden sich die als Weltkulturerbe der UNESCO geschützten Jesuitenmissionen der Chiquitos und die Festung von Samaipata sowie der als Weltnaturerbe geschützte Nationalpark Noel Kempff Mercado. Eine weitere Sehenswürdigkeiten ist der Nationalpark Amboró. In der Ortschaft La Higuera am westlichen Rand des Departamentos wurde im Jahre 1967 Che Guevara gefangen genommen und getötet.